# Gare des Ateliers
La gare des Ateliers, ou gare de Belouizdad, est une gare ferroviaire algérienne, située sur le territoire de la commune de Belouizdad, dans la wilaya d'Alger.

## Situation ferroviaire
La gare des Ateliers se situe au point kilométrique (PK) 3 sur le tronçon commun des lignes d'Alger à Oran et d'Alger à Skikda, entre les gares de l'Agha et de Hussein Dey.
| \| Alger Ateliers Aéroport d'Alger Zéralda Birtouta Réghaïa \| Localisation de la gare des Ateliers dans la wilaya d'Alger. |
| Alger Ateliers Aéroport d'Alger Zéralda Birtouta Réghaïa                                                                    |

## Service des voyageurs

### Desserte
La gare est desservie par les trains du réseau ferré de la banlieue d'Alger assurant les liaisons :
- Alger - El Affroun[1] ;
- Alger - Thénia[2] ;
- Alger (gare de l'Agha) - Zéralda[3].

## Galerie

Sélection de vues
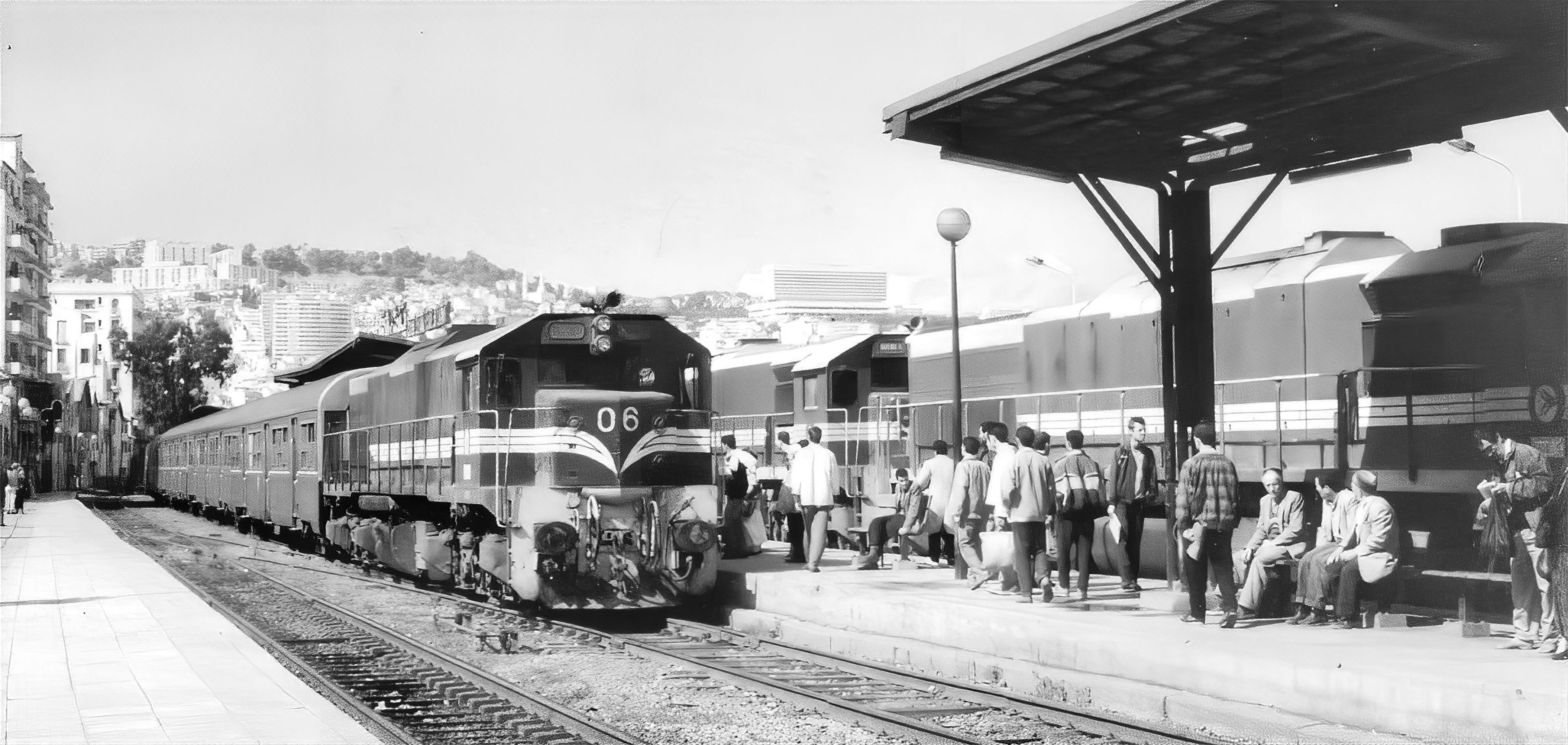
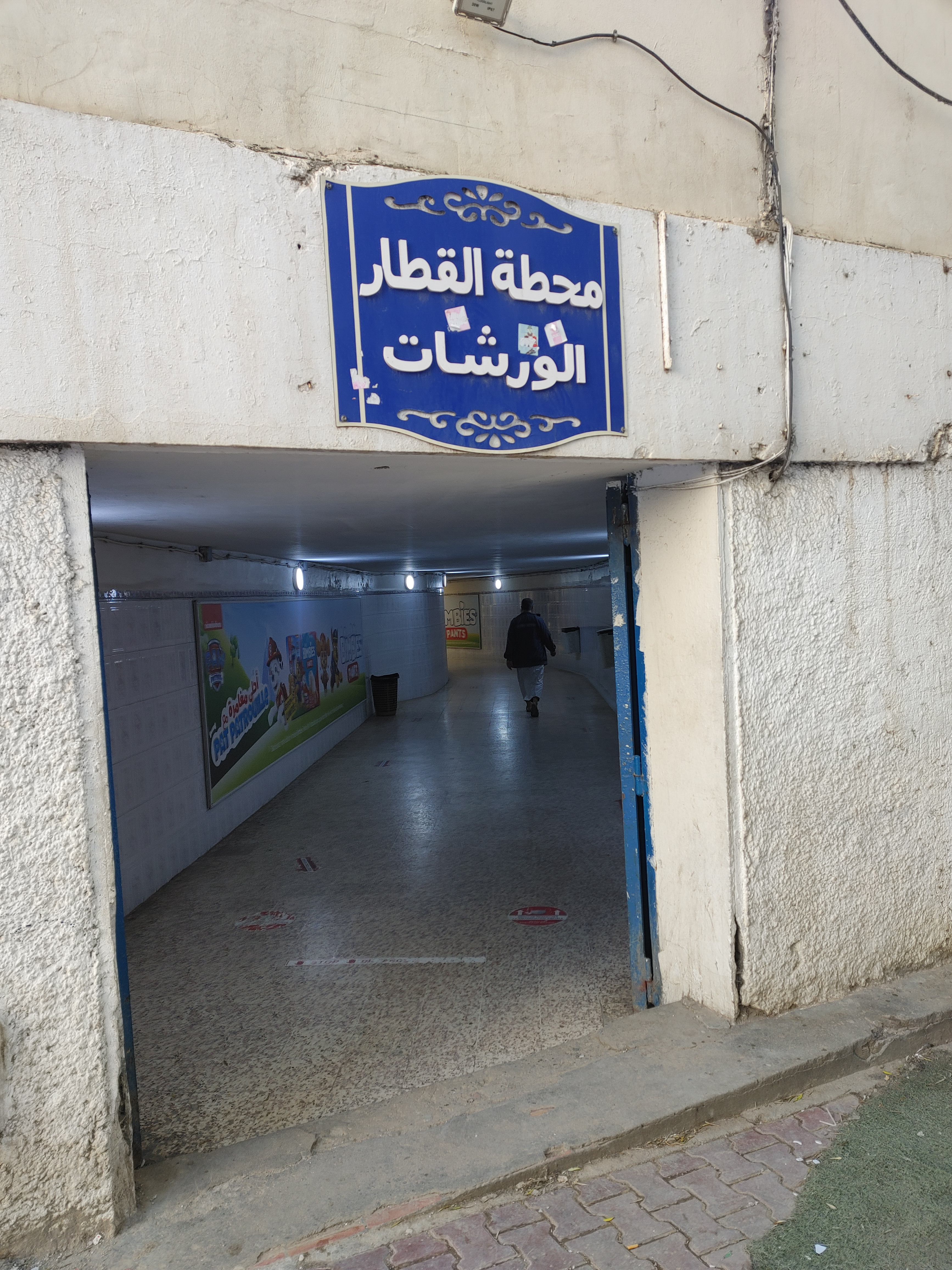
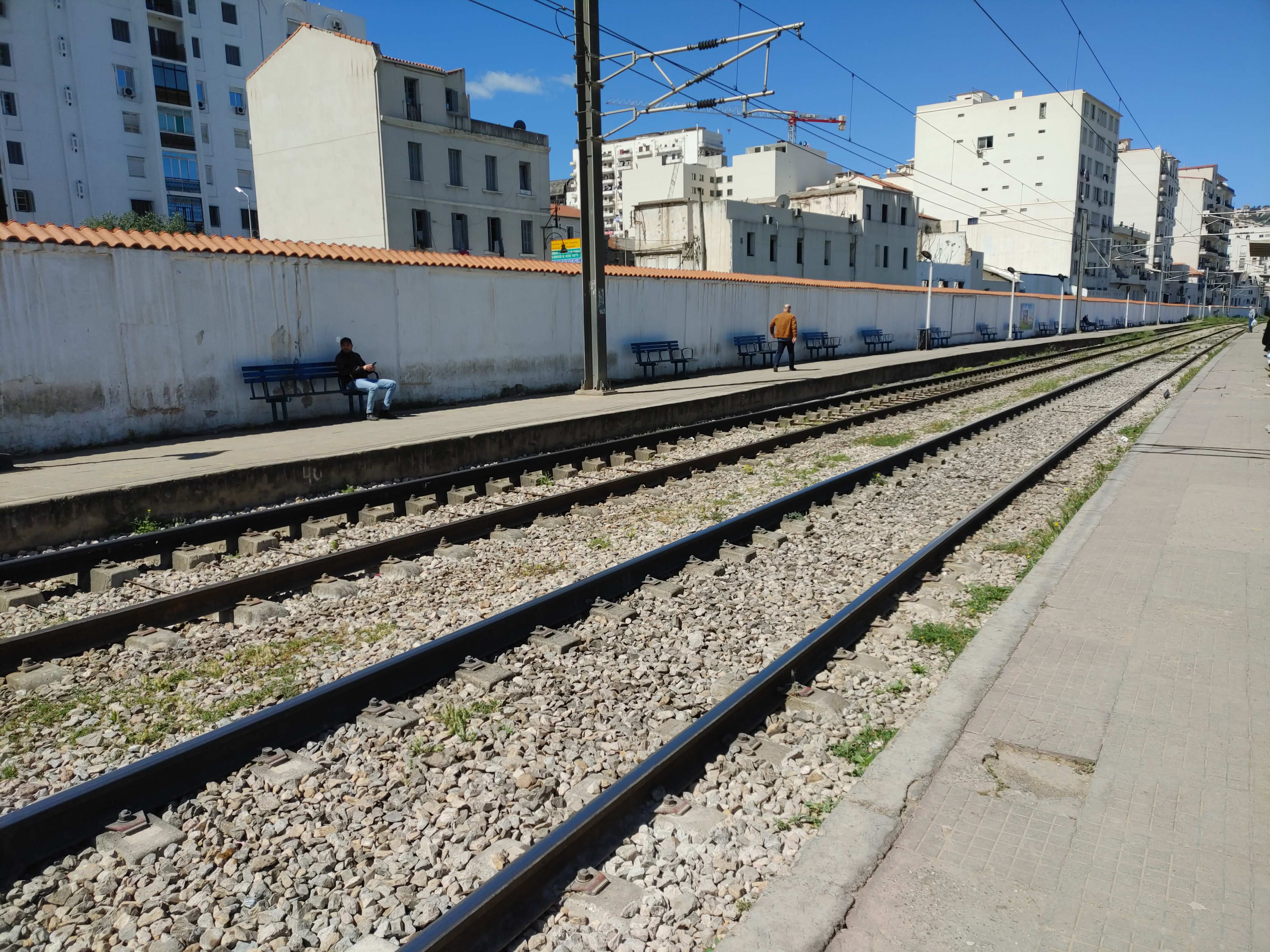
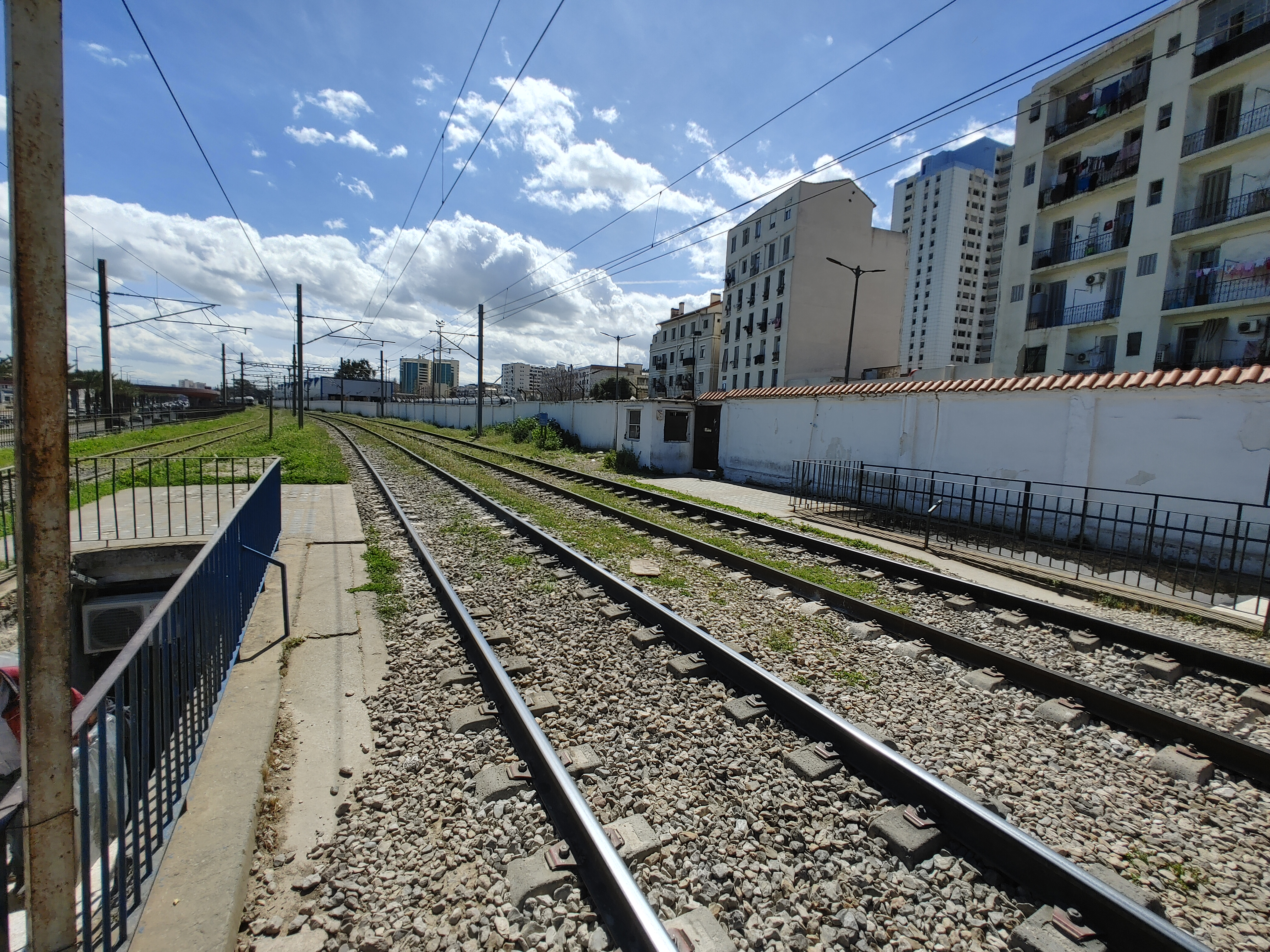